# 莱昂德罗·巴博萨
莱昂德罗·马特乌斯·巴博萨（葡萄牙語：Leandro Mateus Barbosa，1982年11月28日—），生于巴西圣保罗，巴西职业篮球运动员，司职控球后卫和得分后卫，他在联盟中得到了巴西幻影 (Brazilian Blur)的昵称。代表巴西国家男子篮球队出征伦敦奥运会并进入八强。

## 巴西国内篮球生涯
17岁时巴博萨在帕尔梅拉斯俱乐部篮球队（Sociedade Esportiva Palmeiras）开始了自己的职业生涯，在卢拉·费雷拉 (Lula Ferreira)教练的执教下参加圣保罗州锦标赛。18岁时，他在队帕尔梅拉斯队中得到了场均14.2分。2001年1月，他转会去了Bauru Tilibra队。 
在巴博萨效力Bauru Tilibra队的首个赛季，他在Jorge Guerra的执教下取得了场均15.8分、6.4次助攻和1.7次盗球的成绩，赛季结束时他排在联赛三分球命中率的第四位，助攻榜的第六位和投篮命中率的第11位。2002-2003赛季，他取得了场均28.2分排列联赛第二，并且还有场均7次助攻和4个篮板。 

## NBA篮球生涯
身高6尺4寸（1.92米）臂展6尺10寸（2.08米）的巴博萨在2003年NBA选秀中第一轮第28顺位被圣安东尼奥马刺队，但是太阳队用一个未来的保护第一轮选秀权换来了巴博萨。巴博萨持有太阳队新秀的单场得分记录，作为首发球员他在2004年1月5日对阵芝加哥公牛队的比赛中夺得27分，单场命中率也有着41.8%。他还有持有太阳队新秀连续命中三分球场次的纪录，在1月2日到1月19日的十场比赛中每场至少命中一个三分。巴博萨以球场上的快攻和快速的突破速度著称。
2006-07赛季，巴博萨尽管作为拉加·贝尔和史蒂夫·纳什的替补，但还是取得了场均18.1分、2.7个篮板、4.0次助攻和32.7分钟的上场时间的好成绩。在2007年3月7日和3月12日期间，巴博萨在其中三场比赛的两场得到了个人职业生涯最高的单场32分（对阵夏洛特山猫队和新奥尔良黄蜂队）。
巴博萨在2006-07赛季当选为NBA最佳第六人。

## NBA时期转会和合同
- 选秀：2003年NBA选秀中，第一轮第28顺位被圣安东尼奥马刺队选中。
- 2003年6月26日，选秀后菲尼克斯太阳队用1个未来第一轮选秀权（2005年第30轮摘下了大卫·李）换来了巴博萨。
- 2003年7月16日，和马刺签订了三年260万美元的合同，其中球队拥有选择权的是170万美元。
- 2006年8月3日，和太阳队签订了5年3300万的合同。
- 2014年1月5日，因埃里克·布萊索受傷缺席一週，巴博萨與太陽簽下10天合約。
- 2016年7月7日，勇士替補得分後衛Barbosa與太陽達成一紙兩年800萬的協議。
- 2017年7月3日，太陽隊裁掉Barbosa。
- 2020年9月14日，根據消息，曾贏得年度最佳第六人的巴柏沙正式宣佈退休，結束14年NBA生涯，在宣佈退休後，勇士官方隨後發表聲明，「巴西閃電」將會加入教練團，主要擔任球員指導教練。。